# Дони, Антон Франческо
Антон Франческо Дони (итал. Anton Francesco Doni, 1513—1574) — итальянский писатель, переводчик и издатель; социалист-утопист, предшественник Томмазо Кампанеллы.

## Биография
Антон Франческо Дони родился 16 мая 1513 года во Флоренции в семье ремесленника. С ранних лет поступил в монастырь сервитов в родном городе, но сбежал из него и долгое время вёл скитальческий образ жизни.
В своих литературных трудах написанных на итальянском языке Дони обрушивается с критикой на существующий общественный строй обнажая многие его пороки: воинствующее невежество, социальное неравенство, паразитизм, эгоизм и т. д. В одной из частей написанных им «Миров», автор показал «Мудрый мир», где существует справедливое общество, основанном на коллективной собственности и всеобщем равенстве и взаимоуважении, где отсутствует преступность, а принцип «кто не работает, тот не ест» возведен в абсолют. Это произведение можно отнести к первым трудам утопического социализма.
Из его многочисленных сочинений наибольшую известность получили «Prima libraria» (1550) и «Seconda libraria» (1551—55; оба труда вместе — 1557), содержащие много литературных заметок и представляющие первый опыт итальянской библиографии.
Дони оказал заметное влияние на творчество Эрколе Бентивольо.
Антон Франческо Дони умер в августе 1574 года в городке Монселиче в крайней нищете.
Собрание его «Novelle» изд. Gamba (1815, нов. изд. 1863) и Bongi (1852, с подробной биографией).